# Stephen Robert Koekkoek
Stephen Robert Koekkoek (Londen, 15 oktober 1887 – Santiago, 20 december 1934) was een Nederlands kunstschilder, geboren in Engeland, vanaf 1916 werkzaam in Zuid-Amerika. Hij werd beïnvloed door het postimpressionisme.

## Leven en werk
Stephen Koekkoek werd geboren als zoon van de in 1869 vanuit Nederland naar Londen geëmigreerde marineschilder Hermanus Koekkoek de Jonge (1836-1909), en behoort daarmee tot de kunstschildersdynastie van de Koekkoeks. In zijn jonge jaren schilderde hij ook vaak in Nederland, bij andere leden van zijn familie, waaronder zijn oom Jan Koekkoek, die hem met zijn losse penseelhantering beïnvloedde. Ook verbleef hij korte tijd in Canada.
In 1910 verhuisde de rusteloze Koekkoek naar Lima in Peru. Korte tijd later vestigde hij zich in het Argentijnse Mendoza, waar hij huwde en een zoon kreeg. Later woonde en werkte hij ook nog in Buenos Aires en Montevideo. Koekkoek stond te boek als een opvallende, excentrieke man, met uitpuilende ogen, altijd gekleed in een Engels vest en met een Stetsonhoed, grote sigaren rokend en veel drinkend. Ook gebruikte hij regelmatig cocaïne en morfine. Vanaf 1926 was hij regelmatig psychiatrisch ziek en werd hij ook opgenomen in inrichtingen, waar hij doorging met werken en waar veel dokters zijn werk kochten.
Het krachtige en spontane postimpressionistische werk van Koekkoek sloot nauw aan bij de Zuid-Amerikaanse volksgeest en was uitermate populair in Chili en Argentinië. Met name in Buenos Aires had hij bijzonder succesvolle exposities en hij verkocht veel werk, onder meer aan de jonge Juan Peron. Ook heden ten dage geldt Koekkoek nog als een van de best verkopende schilders op de Zuid-Amerikaanse kunstenaarsmarkt: sinds 1990 werden er zo'n 6000 van zijn werken verhandeld met een totale waarde van ruim 20 miljoen dollar. Koekkoek had als kunstschilder dan ook een enorme productie: in zijn manische periodes maakte hij soms wel twee tot drie schilderijen per dag. Hij betaalde zelfs zijn huur af met schilderijen.
Koekkoek overleed in 1934 aan een overdosis alcohol en drugs, 47 jaar oud. De toenmalige president van Chili, zijn vriend Arturo Alessandri Palma, regelde zijn begrafenis. In 2004 werd een overzichtstentoonstelling van zijn werk gehouden in het stadshuis van Córdoba, ter ere van zijn zeventigste overlijdensdag.

## Galerij

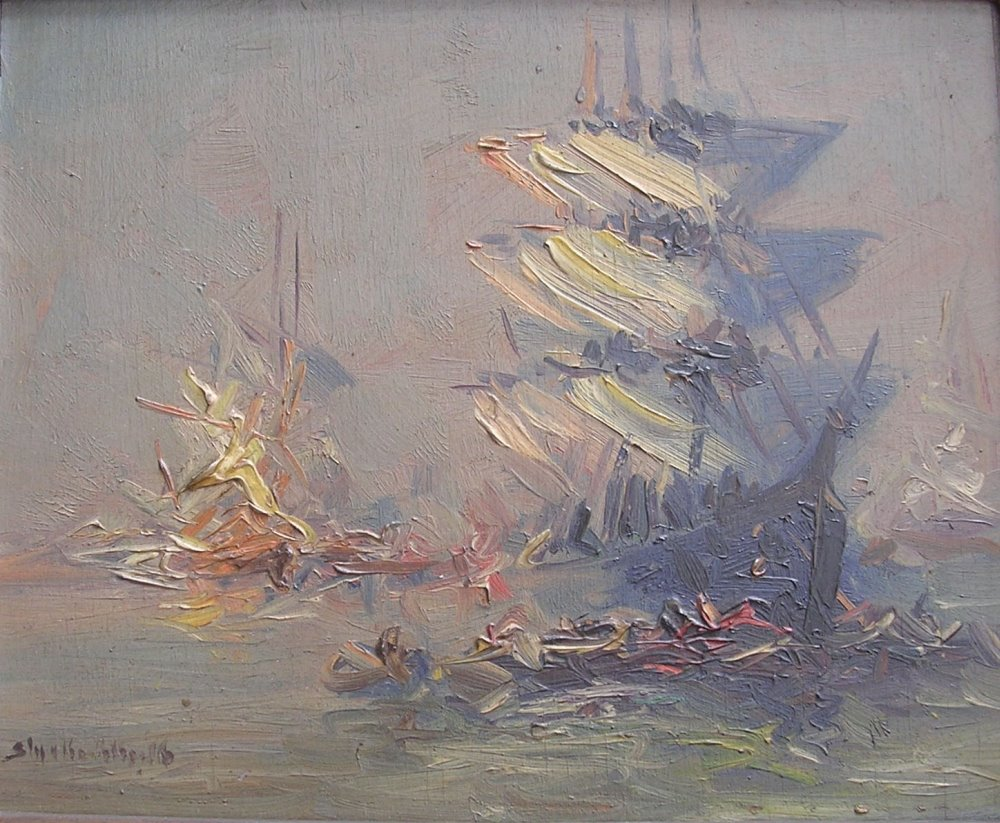
Fregat
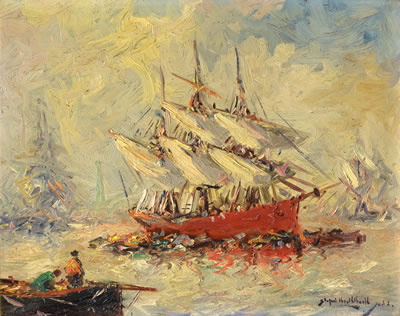
Fregat
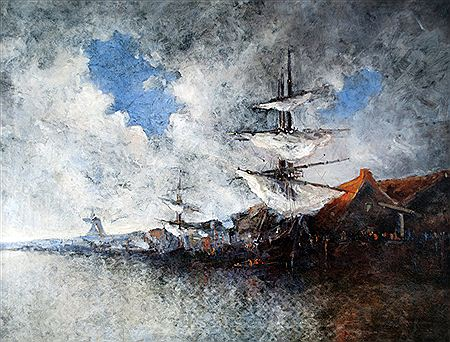
Aan de kust
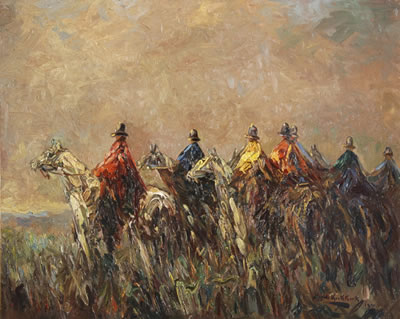
Ruiters in het veld
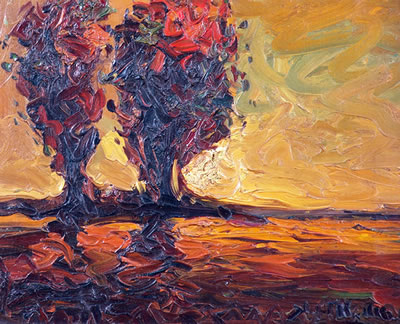
Landschap met bomen
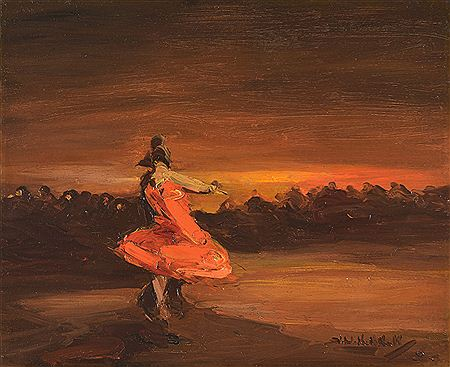
Paso doble
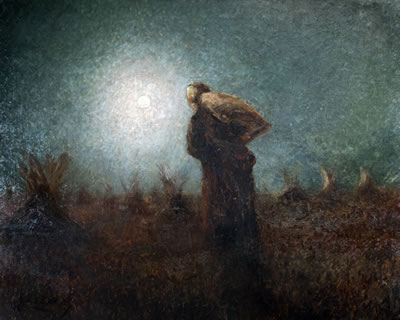
Allegorie van Angelo
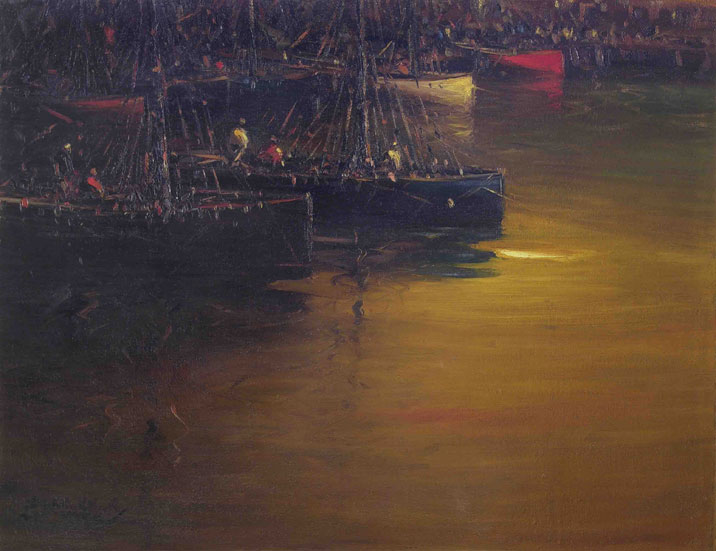
Vissersboten
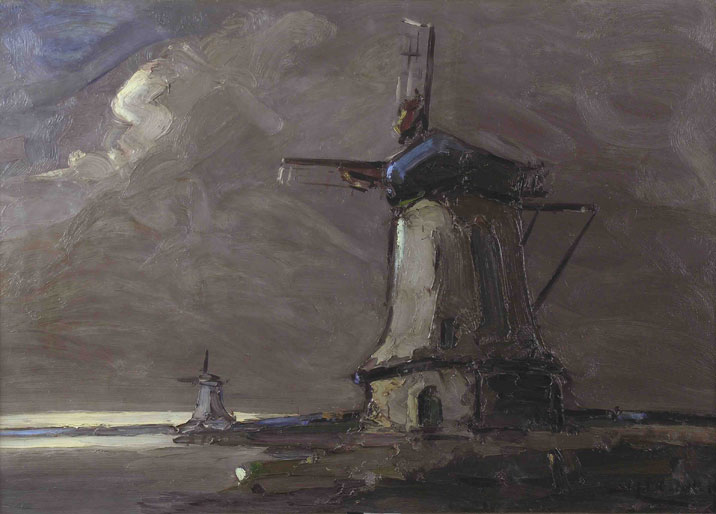
Molens
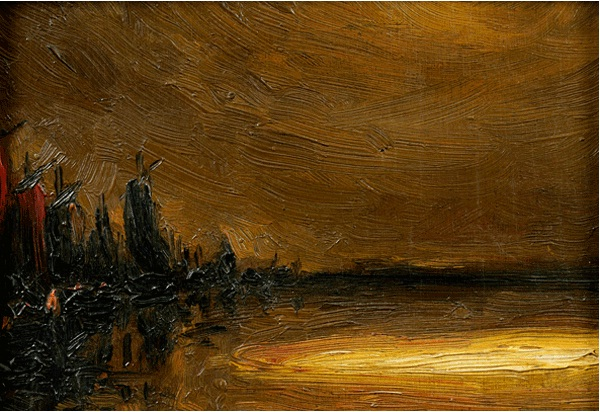
Landschap bij maanlicht

## Noot
1. ↑  Cf. Ignacio Gutiérrez Zaldívar: Koekkoek, de meest voorkomende op de lokale kunstmarkt.